# Orde Wingate
Charles Orde Wingate (Naini Tal, Uttarakhand, India Británica, 26 de febrero de 1903 - Thilon Village, Manipur, India Británica, 24 de marzo de 1944) fue un oficial del ejército británico y creador de unidades especiales militares en Palestina en la década de 1930 y en el Frente del Asia oriental durante la Segunda Guerra Mundial.
De una familia cristiana muy religiosa, Wingate se convirtió en un defensor del sionismo, ya que creía como su deber religioso ayudar a la comunidad judía en Palestina a formar un Estado judío. 
Asignado al Mandato británico de Palestina en 1936, se dedicó a entrenar a los miembros de la Haganá, la organización paramilitar judía que constituyó el núcleo de las Fuerzas de Defensa de Israel tras el establecimiento en 1948 del Estado de Israel. 
También es famoso por la creación los Chindits, unas fuerzas birmanas aerotransportadas tras las líneas enemigas durante las campañas contra los japoneses, en el marco de la Segunda Guerra Mundial. 
Su apodo en idioma hebreo, hayedid, significa "el amigo".

## Primeros años
Wingate nació en Naini Tal, India Británica. Su padre era un oficial británico y su madre provenía de una familia misionera. Ambos padres eran miembros de los Hermanos de Plymouth, una organización no confesional cristiana. El movimiento se originó en Irlanda y en Inglaterra durante la década de 1820 y 1830, la propagación de una teología dispensacionalista, que aboga por la restauración del pueblo judío a su tierra (véase sionismo cristiano). Wingate, evidentemente, llegó a compartir estas fuertemente estas creencias, aunque la medida de su participación religiosa no está claro.
Wingate fue educado de acuerdo a la tradición religiosa cristiana, y tras asistir al Charterhouse School, en 1921 fue aceptado en la Real Academia Militar de Woolwich, licenciándose como oficial de artillería en 1923.  
Wingate era de relativa baja estatura, cuyo aspecto no era relevante. Durante su entrenamiento se reveló como un personaje excéntrico, muy religioso y marcadamente sionista, que gustaba de los métodos no convencionales, afín a opciones duras y radicales, muy dado a probarse a sí mismo y que no comulgaba con el resto de sus pares, lo que le traería problemas con sus superiores. 
También empezó a estudiar árabe y hebreo. En 1928 obtuvo una misión a Sudán a través de su primo, sir Francis Reginald Wingate, que fue el gobernador general del Sudán y el Alto Comisionado de Egipto.
En Sudán, Wingate fue asignado a patrullar la frontera de Abisinia contra los traficantes de esclavos y los cazadores furtivos de marfil. Introdujo un sistema de emboscadas en lugar de las patrullas regulares. En 1935 se casó con Lorna Moncrieff Paterson.

## Palestina
En 1936, Orde Wingate fue enviado a Palestina como capitán de inteligencia militar. Los árabes, liderados por el Gran Muftí Al Husseini, habían comenzado una campaña de disturbios y ataques contra los funcionarios del Mandato Británico y las comunidades judías, conocida más tarde como la rebelión árabe de Palestina. Wingate se hizo amigo de los dirigentes sionistas como Chaim Weizmann y Moshé Sharet y aprendió hebreo. Cuando Wingate le dijo a los judíos que quería ayudarlos, ellos desconfiaron de su ofrecimiento. Él era, después de todo, un oficial de inteligencia británico. Según cuenta el propio Wingate, casi todos los oficiales británicos en la Palestina del Mandato en esos días no simpatizaban con los judíos.
Wingate puso en marcha un plan para crear pequeñas unidades móviles de voluntarios de élite. Un informe que presentó más tarde, el 5 de junio de 1938, titulado El secreto de Apreciación de las posibilidades de la noche por las Fuerzas Armadas de los movimientos de la Corona - Con objeto de poner fin al terrorismo en el norte de Palestina detalla este concepto:

Sólo hay una manera de lidiar con la situación, para persuadir a las bandas que, en sus incursiones depredadoras, existen todas las posibilidades de que su funcionamiento como banda, el gobierno está decidido a destruir. Las unidades llevarían la ofensiva al enemigo, quitándole la iniciativa y lo mantendrá fuera de balance, ... y producir en sus mentes la creencia de las fuerzas del gobierno se moverán en la noche y puede y va a sorprender, ya sea en pueblos o a través del campo.

La fuerza resultante era una mezcla de judíos y británicos. La operación nocturna les daría las ventajas de shock y sorpresa. Su fuerza se basaría en las comunidades judías y no en bases británicas. La policía judía y la Haganá tenían buenos contactos de inteligencia y conocían el terreno. Los británicos tenían el entrenamiento formal, el equipo y el apoyo oficial. En muchos aspectos su plan encajaba con lo que la Haganá, bajo Yitzhak Sadeh, ya estaba tratando de hacer. Sadeh diría más tarde:

-"Durante algún tiempo hemos hecho las mismas cosas que Wingate, pero en una escala más pequeña y con menos habilidad. Hemos seguido caminos paralelos, hasta que llegó a nosotros, y en él encontramos nuestro líder"-.

El plan de Wingate fue ignorado inicialmente. Los británicos no querían contar con la cooperación de los judíos, y las mentes convencionales temían sus métodos no convencionales. Sin embargo, fue finalmente aprobado por Archibald Wavell, entonces comandante de las fuerzas británicas en Palestina, y luego Wingate ganó el apoyo de la Agencia Judía y la Haganá, aunque la mayoría de los líderes sionistas se mostraron escépticos al principio de que algún militar británico les ayudara. En junio de 1938 los británicos con su nuevo comandante, el general Haining, dieron permiso a Wingate para crear los Escuadrones Especiales Nocturnos (SNS). Wingate estableció su base principal en Ein Jarod. Allí, fue para recordar a sus soldados, los judíos del juez Gedeón que había elegido a sus soldados para una batalla famosa. Gedeón era su personaje bíblico favorito, quien destruyó una gran fuerza enemiga con 300 hombres escogidos entre 32 000 candidatos.
Bases adicionales se establecieron en varios otros puntos. Diferentes autores mencionan Hanita en la frontera libanesa Geva y Hashachar Ayelet. En septiembre de 1938, Wingate comenzó el "Gran Curso" en Ein Jarod para ampliar el SNS y para enseñar a los reclutas de la Haganá técnicas de emboscada y la lucha nocturna. En virtud de mando de Wingate, los escuadrones de la noche emboscaron saboteadores árabes. La Agencia Judía apoyaba el SNS y pagaba sus salarios, en parte, también pagaba sobornos a colaboradores árabes de información de inteligencia. La tarea del SNS fue principalmente para proteger el oleoducto de Irak a Haifa - la línea TAP, por emboscadas de saboteadores El SNS también allanaron pueblos fronterizos utilizados como bases por el Muftí. Las operaciones de Wingate tuvieron mucho éxito en la lucha contra la guerrilla y las incursiones terroristas.
Wingate ha sido criticado de los duros métodos utilizados contra el enemigo y aquellos que les habían ayudado. La crueldad y la humillación provocaron los comentarios negativos de algunas de las personas de la Haganá y de Moshé Sharet que por lo demás era un amigo y admirador de Wingate. Sin embargo, los métodos de Wingate no eran peores que las tácticas empleadas por otros oficiales de las fuerzas británicas en Palestina para sofocar la revuelta, y las bandas árabes que luchaban estaban matando a civiles sin piedad.
Wingate forma tanto la tradición de lucha de la Haganá y el de la Fuerzas de Defensa de Israel (FDI), y puede ser considerado como el fundador de la Haganá como un ejército. "Tomando la guerra al enemigo" y muchas de sus ideas se convirtieron en parte de la Haganá y la doctrina militar de las FDI. Sus protegidos, como Moshé Dayán y otros, fueron a ver el servicio en la Brigada Judía y como líderes de la Haganá y las FDI. Él inculcó la tradición de la guerra de comandos, la lucha en la noche y las operaciones encubiertas de la Haganá.
Wingate mantuvo una Biblia con él en todo momento. Parecía centrado en la defensa de los judíos con una intensidad mayor que la de los mismos sionistas, los que sin saber de sus antecedentes familiares, por lo general no le entendían. 
Wingate fue un excéntrico que a veces llevaba un reloj de alarma en la muñeca. Él era obsesionado por el consumo de cebolla cruda porque creía en sus virtudes para la salud.  Wingate practicaba una disciplina estricta,  era considerado un comandante exigente y místico que sabía ganarse la admiración incondicional de quienes le rodeaban. Tenía facilidad para ganarse el favor de los políticos y usaba esas relaciones para eludir las órdenes de sus superiores. Sus hábitos eran excéntricos y tenía una afinidad por los judíos no compartida por muchos otros oficiales británicos que eran encubiertamente antisemitas por lo cual le despreciaban. 
Sus superiores decían de él:

....."es rebelde, despreciativo, arrogante, susceptible y paranoide, rudo e imprudente, que se burlaba de los convencionalismos, personalmente desaliñado (gustaba de usar barba), de ideas izquierdistas, y su extraña obsesión con el sionismo y los judíos.

Mientras Wingate destacó como un hábil estratega, que también aprovechó la visión a largo plazo. En 1937, después de cuatro meses en Palestina, le dijo a sir Reginald Wingate que el Imperio británico debe aliarse militarmente con los judíos.  A pesar de que los judíos no tenían ningún ejército en el momento, dijo que serían mejores que los soldados británicos y podrían proporcionar la clave para preservar el imperio. Veía una guerra general muy próxima. Dijo que la Liga de las Naciones fracasó para detener la anexión italiana de Etiopía en 1936, lo cual hizo la guerra inevitable. Dijo que la Palestina del Mandato podría tener un millón de judíos en siete años.
En octubre de 1938 Wingate pidió salir de casa. En Londres organizó una reunión privada con el ministro de Colonias Malcolm MacDonald para cabildear en contra de las conclusiones de la Comisión Woodhead de 1938, que había abandonado las propuestas anteriores a la partición de Palestina en los Estados árabes y judíos. Cuando la noticia de la reunión se llegó a los círculos militares, trataron de deshacerse de Wingate. Su comandante en Palestina lo destituyó del mando, y en mayo de 1939, fue trasladado de vuelta a Gran Bretaña. Su pasaporte fue sellado con una entrada que le prohibía regresar a Palestina.
Wingate fue acusado de ser judío, y se convirtió en el blanco de insinuaciones antisemitas en los círculos militares británicos.   Wingate consideró necesario hacer la declaración oficial de lo siguiente:

"Ni yo, ni mi mujer ni ningún miembro de nuestras familias tenemos una gota de sangre judía en las venas."

Dijo esto en un recurso formal contra evaluaciones críticas que recibió de su comandantes. Y añadió: 

"Yo no me avergüenzo de decir que soy un admirador y devoto real de los judíos .... Si hubiera más funcionarios militares con quienes compartir mis puntos de vista,  la rebelión habría tenido conclusión rápida hace unos años."

## Abisinia: La Fuerza de Gedeón

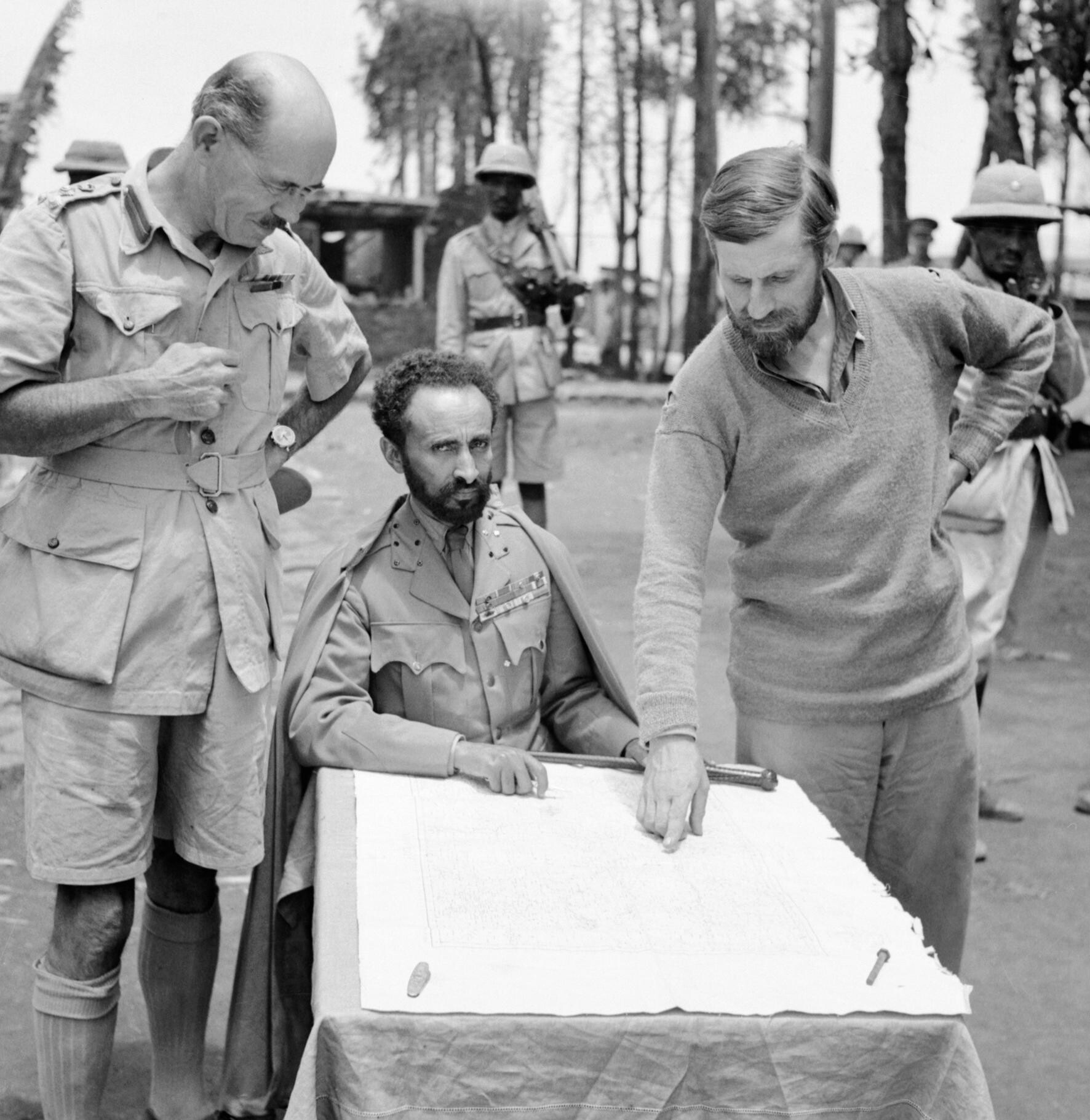
El emperador de Abisinia Haile Selassie junto al general Arthur Stanford y Wingate (1941)

Cuando la Segunda Guerra Mundial comenzó en septiembre de 1939, Wingate mandó una unidad antiaérea. Wavell, ahora comandante en jefe del Comando del Oriente Medio, basado en El Cairo, lo envió a Sudán para iniciar las operaciones contra las fuerzas de ocupación italianas en Abisinia (Etiopía). Reunió a la Fuerza de Gedeón, un grupo comando compuesto de sudaneses, etíopes y soldados británicos. Wingate llevó a su exintérprete de la Haganá, Abraham Akavia, a Etiopía como su secretario personal. El grupo carecía de servicios médicos, y Wingate finalmente prevaleció sobre sus superiores que le permitieran traer a un grupo de médicos judíos de Palestina.
Wingate llamó a la fuerza como el juez bíblico Gedeón. Abraham Akavia, más tarde escribió un libro que describe la campaña, con Wingate en Abisinia.
Con la aprobación del exiliado emperador Haile Selassie, el grupo comenzó a operar en febrero de 1941. La misión asignada a la Fuerza de Gedeón era para iniciar una revuelta local en la Provincia de Gojjam para desviar la fuerza italiana, mientras que 87 000 tropas británicas atacaron desde Sudán y Kenia. La fuerza de ocupación italiana en África oriental alcanzaba unos 340 000 hombres. Por lo menos 20 000 de estos soldados se enfrentaban a Wingate en el camino a Addis Abeba. Wingate fue ascendido temporalmente a teniente coronel.
La fuerza Gedeón, ayudado por los combatientes de la resistencia local, acosó a los fuertes italianos y las líneas de suministro, y alcanzaron la captura de pueblo tras pueblo cuando el enemigo se retiraba. Desoyó las instrucciones para retrasar el regreso de Haile Selassie a Addis Abeba hasta que las fuerzas británicas tuvieran un firme control. En lugar de eso Wingate apoyó la insistencia del emperador en arribar a la capital. El 5 de mayo de 1941, Wingate dirigió un desfile de la victoria a través de Addis Abeba y restauró al León de Judá a su trono. Este fue el desfile de la primera victoria de las fuerzas aliadas en la Segunda Guerra Mundial.
Haciendo caso omiso de las órdenes, a continuación, Wingate llevó 2000 soldados etíopes en la búsqueda de una columna enemiga que estaba todavía en el campo. La fuerza de Wingate capturó y desarmó entre 12 000 y 14 000 soldados enemigos el 23 de mayo. La Fuerza Gedeón fue desmantelada, y el 4 de junio de 1941, Wingate fue removido del mando y degradado al rango de Mayor. Se fue a El Cairo y se quejó de Wavell. 
Contrajo malaria y tuvo un intento de suicidio. Fue enviado a Gran Bretaña para reponerse. Poco después, Wavell fue nombrado Comandante en Jefe en la India, responsable del Teatro del Sur de Asia Oriental.

## Frente de Asia oriental: Campaña de Birmania

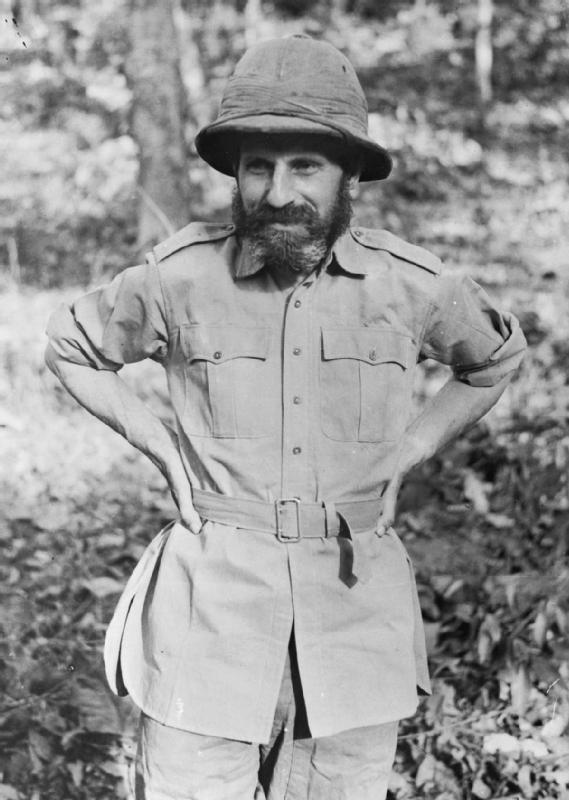
El coronel Wingate durante la campaña birmana (1943)

Wingate fue destinado a la India en febrero de 1942 para organizar la resistencia al avance japonés en la frontera con Birmania. Fue ascendido a coronel y en lugar de tratar de organizar la actividad de las guerrillas en Birmania, Wingate creó un grupo de combatientes denominados comandos para operar tras las líneas enemigas.  Una unidad similar al LRDG en el desierto, pero en la jungla, que se conocieron como los Chindits de Wingate, nombre de un león mítico birmano, el chinthe.  Estas fuerzas de comandos usaban mulas para el transporte, y además de los Chindits, habían Gurkas y soldados británicos.
Wingate se estableció con 3.000 Chindits de Birmania el 12 de febrero de 1943, los cuales realizaron numerosos actos de resistencia y sabotaje contra vías férreas en poder de los japoneses. Después de éxitos iniciales tras las líneas japonesas que frenaron en gran medida el progreso de los nipones, sus fuerzas sufrieron grandes pérdidas en la selva inhóspita, atravesando ríos anchos y torrentosos, así como emboscadas y el acoso de las enfermedades durante las retiradas, perseguidas de cerca por el ejército nipón. Sólo unos 2200 de los 3000 hombres originales sobrevivieron en estas campañas de penetración profunda.
Sus hazañas capturaron la imaginación de la prensa. Fue ascendido a General de Brigada, y él y su esposa Lorna, acompañaron a Churchill a la conferencia en Quebec. Allí explicó su doctrina de la penetración profunda al Presidente de EE. UU, Franklin Delano Roosevelt.
De vuelta, Wingate ideó un plan para destruir las comunicaciones enemigas y las líneas de suministro japonesas en el sur de Birmania, en apoyo a las fuerzas del general Joseph Stilwell; y en el norte al general William Slim en Imphal y el poblado de Kohima. 
Wingate estaba deseoso de demostrar a sus superiores su eficacia militar en Birmania con sus conceptos de comandos en la construcción de fortalezas y trampas tras las líneas enemigas y que estos conceptos podrían servir para tomar Hanoi y Bangkok, y, finalmente liberar a China. 
Él creía que los ejércitos regulares pueden ampliar el alcance de sus operaciones en tierra mediante la explotación de dos factores relativamente nuevos en la guerra: el apoyo del transporte con aviones y la radio.
La operación se inició el 5 de marzo de 1944. Uso planeadores como transporte de tropas, los Chindits crearon tres bases profundas en territorio enemigo. La base más conocida fue "Broadway", un claro de la selva a 200 millas detrás de las líneas japonesas. Esto incluyó una gran pista de aterrizaje relativamente que permitió aprovisionamientos de los suministros y refuerzos mediante el uso del avión y evacuar a los heridos de vuelta. Sus excéntricas tácticas resultaron muy efectivas; pero también se cuestionó la dureza de sus métodos de por sí radicales que incluían sacrificar sin miramientos (ejecutar) a aquellos soldados propios que resultaran heridos o incapacitados en combate en bien de los que estaban en mejores condiciones de pelear para facilitar el escape.

## Muerte
Durante uno de esos viajes, el 24 de marzo de 1944, el avión que le transportaba se estrelló contra una colina cerca de Imfal (India), pereciendo Charles Orde Wingate junto con otras ocho personas, oficiales norteamericanos y miembros de la tripulación. Un equipo de rescate sólo encontró restos dispersos que no pudieron ser identificados individualmente, los recogieron y los enterraron en un túmulo con una inscripción en bronce. Más tarde, el ejército británico trasladó los restos a la ciudad cercana de Imfal. 
Por un acuerdo entre la corte británica y el gobierno estadounidense, cuando en una fosa común se incluye más restos estadounidenses que británicos, los Estados Unidos tienen el derecho de repatriar los restos. Así se hizo y, desde noviembre de 1950, los restos de Orde Wingate y sus compañeros finalmente descansaron en el Cementerio Nacional de Arlington.

## Homenajes
En el pórtico norte de Charlton House hay una placa en su memoria. En el cementerio de Charlton, en Londres, hay una lápida con su nombre donde otros miembros de su familia están enterrados.
El Instituto Wingate –centro de entrenamiento deportivo ubicado en Netanya, Israel– lleva su nombre.
Wingate recibió la Orden de Servicios Distinguidos en tres ocasiones: por su valor en la batalla en Palestina, de la Fuerza de Gedeón en operaciones Etiopía, y para la campaña Chindit por primera vez en Birmania.

## Menciones en la cultura popular
El personaje "P. P. Malcolm", de la novela  Éxodo, de Leon Uris, está claramente basado en él. Aparece como un inglés excéntrico que se convierte al sionismo tras su contacto con Palestina y el conflicto árabe-judío, organiza una "Unidad de Asalto" y se muestra muy eficaz para suprimir la "Gran Revuelta Árabe" de 1936-39.